# Gaurnadi
Gaurnadi es un subdistrito (upazila) del distrito (zila) de Barisal, de la región de Barisal, en Bangladés, con una población censada en marzo de 2011 de 188 586 habitantes.
Se encuentra ubicado en el centro-sur del país, junto a la costa del golfo de Bengala.